# Главная роль
«Главная роль» (ранее — «Официальный конкурс») (исп. Competencia oficial) — испано-аргентинская сатирическая комедия, снятая Гастоном Дюпра и Мариано Коном. Главные роли исполнили Антонио Бандерас, Оскар Мартинес и Пенелопа Крус. Премьера фильма состоялась в сентябре 2021 года на 78-м Венецианском кинофестивале. Далее фильм аргентинских режиссёров был представлен в Торонто — на крупнейшем фестивале Северной Америки.

## Сюжет
Некий миллиардер, мечтающий вписать своё имя в историю, решил создать идеальный конкурсный фильм. За основу сценария взята книга нобелевского лауреата. Снимать картину он приглашает самого лучшего режиссёра — модную и эксцентричную Лолу Куэвас, а на главные роли лучших и опытных актёров: секс-символа из «мыльных опер» Феликса и высоколобого театрального актёра Ивана. Они должны сыграть двух братьев — Педро и Мануэля, отношения которых испорчены после гибели их родителей в автокатастрофе по вине Мануэля. Но съёмки идут сложно, потому что на съёмочной площадке между ними постоянно происходят ссоры. Каждый хочет доказать, что он лучший.
На первую встречу с режиссёром Иван приезжает на такси, а Феликс — на собственном «Ламборгини», да ещё и вместе с любовницей. На репетиции свидания двух братьев в тюрьме Иван, вошедший в образ, ломает стул, и отскочившая щепка попадает в лицо Феликса, у которого остаётся царапина. Выходя после репетиции из павильона Феликс называет стоящую на улице женщину мужеподобной лесбиянкой. Оказалось, что это Виолетта — жена Ивана, детская писательница, которая ждёт его после работы.
В следующей сцене актёрам предстоит репетировать чувственный поцелуй с девушкой. Неестественные звуки поцелуя, усиленные аппаратурой, заполняют студию. Оба актёра плохо справляются с этой сценой. Тогда Лола берёт дело в свои руки и показывает, как надо целоваться с актрисой — они обнявшись страстно катаются по полу.
Далее актёры репетируют сцену в суде. Для создания эффекта полного погружения Лола сажает Ивана и Феликса под огромным валуном, подвешенным на тонких цепях. По её замыслу валун должен создать напряжение  карающего правосудия, которое может в любой момент упасть всей своей тяжестью на преступника. После съёмок сцены актёры с удивлением наблюдают как рабочие непринуждённо уносят валун на своих руках. Оказалось, что он сделан из картона и не представляет никакой опасности.
Для очередной репетиции Лола просит обоих актёров принести свои актёрские награды. Феликс приносит две статуэтки премии «Гойя», «Серебряную раковину» из Сан-Себастьяна, два «Золотых глобуса» и «Кубок Вольпи» из Венеции. У Ивана набор призов поскромнее. Лола приводит их в пустой кинозал, просит ассистента связать актёров пищевой пленкой и на глазах у них отправляет все призы в дробилку, превращая таким образом их достижения в мусор. Затем отправляет туда же своего собственного «Серебряного льва» и «Золотую пальмовую ветвь». Лола назвала произошедшее «усмирением эго», что привело актёров в бешенство.
Феликс решает поквитаться с Лолой оригинальным образом. Он сообщает Лоле и Ивану, что недавно проходил медицинское обследование, которое выявило у него раковую опухоль поджелудочной железы. Жить ему осталось максимум один год, и он хочет успеть завершить съёмки фильма. Лола и Иван шокированы. Когда Феликс ушёл, Лола вслух сожалеет, что была слишком требовательна к Феликсу. Иван тут же подал Лоле идею, что если Феликсу станет хуже, то он один сможет сыграть обе роли братьев-близнецов. На следующий день Феликс ошарашил коллег сообщением, что всю эту историю с болезнью он выдумал.
На вечеринке, посвящённой презентации фильма, Феликс случайно подслушал, как Иван нелицеприятно отзывался о нём в разговоре с одним из гостей. После этого разговора между актерами происходит короткая ссора, и Феликс одним ударом сбрасывает Ивана с террасы на бетонный пол загородного дома. Иван теряет сознание. Поскольку свидетелей ссоры не было, Феликс скрывает, что он стал виновником трагедии.
И вот съёмки фильма завершены. На презентации после премьеры выясняется, что обе мужские роли сыграл Феликс, точно как предлагал ранее Иван. Феликс сообщил журналистам, что Иван до сих пор лежит в коме.
В финальной сцене Иван, находившийся без сознания в больнице, приходит в себя.

## В ролях
- Антонио Бандерас — Феликс Риверо
- Пенелопа Крус — Лола Куэвас
- Оскар Мартинес — Иван Торрес
- Хосе Луис Гомес — Умберто Суарес
- Маноло Соло — Матиас
- Нагоре Арамбуру — Хулиа
- Ирена Эсколар — Диана Суарес
- Пилар Кастро — Виолета
- Кольдо Оллабари — Дарио
- Хуан Грандинетти — Ариэль

## Производство
В январе 2020 года стало известно, что Антонио Бандерас, Пенелопа Крус, Оскар Мартинес, Пилар Кастро, Ирена Эсколар, Карлос Иполито, Хосе Луис Гомес, Нагоре Арамбуру, Кольдо Оллабари, Хуан Грандинетти составили актёрский состав фильма, а Гастон Дюпра и Мариано Кон станут режиссёрами по сценарию, написанному совместно с Андресом Дюпра.
Съёмочный период начался в феврале 2020 года. В марте 2020 года производство было приостановлено из-за пандемии COVID-19.
4 сентября 2021 года фильм был представлен широкой публике в рамках конкурсной программы 78-го Венецианского кинофестиваля. Выход картины в российский прокат состоялся 30 июня 2022 года, адаптированное название фильма — «Главная роль». Дистрибьютор фильма в России: Про: взгляд.

## Награды и номинации
- 2021 — Номинация на главную награду Венецианского кинофестиваля «Золотой лев»[11].
- 2021 — Номинация в конкурсной программе Международного кинофестиваля в Сан-Себастьяне 2021 года на «Приз Себастьяна»
- 2021 — Приз зрительских симпатий на Международном кинофестивале в Ванкувере[12].
- 2021 — Лауреат премии «Лучший международный художественный фильм» на Международном фестивале кино  Cinéfest, Садбери, Канада, 2021 года[13].
- 2022 — Номинация в категории «Лучшая женская роль в международной постановке» премии Союза испанских актеров:  Пенелопа Крус[14]

## Критика
«Не жертвуя комедийностью, картина впечатляюще препарирует отношения между режиссёрами, актёрами и аудиторией».

«Высмеивая сам мир, в котором он существует, испанская комедийно-драматическая лента представляет собой очень интересное вступление с победными выступлениями Пенелопы Крус, Антонио Бандераса и Оскара Мартинеса».

«В этот раз Крус и Бандерас посмеялись над кино. Над тем, что происходит за кадром, и над новыми трендами, и сделали это, сохранив нужную долю гротеска и самоиронии»

«У Кона и Дюпра вышла скорее нежная, ироничная, порой легкомысленная, но все равно душевная зарисовка о человечности и уязвимости, скрытых под густым слоем звездного лоска»

«Альянс Крус, Бандераса и Мартинеса — это 80 % бездонного обаяния картины»

«Великолепные актёры и точная режиссура делают из фильма подлинное интеллектуальное развлечение, какие редко в столь чистом виде встречаются в официальных конкурсах»